# Нагорна Лілія Петрівна
Лілія Петрівна Нагорна (нар. 13 жовтня 1980) — українська актриса театру і кіно, а також дубляжу, хореограф.

## Походження та навчання
Лілія Нагорна народилася 1980 року. У дитинстві займалася класичним балетом, а також народними і сучасними танцями.
Закінчила факультет театральної майстерності Київського державного інституту театрального мистецтва імені Івана Карпенка-Карого (майстерня Миколи Рушковського). У 2001 році проходила підвищення кваліфікації у Московській школі сучасної хореографії.
У 2007 році стажувалась у Танцювальний театр Мело у Стокгольмі, а роком пізніше — у Танцювальній школі в Лондоні (аргентинське танго).

## Творчість
З 2000 року Лілія Нагорна працює в Новому драматичному театрі на Печерську (м. Київ). Також вона хореограф і учасник шоу аргентинського танго, танцює в балеті «Misteria del Tango», викладає аргентинське танго, леді-стайл, енергопластіку, акторську майстерність.
У 2006 році працювала хореографом у проекті першого сезону талант-шоу «Танці з зірками». Також у 2008, 2009, 2012 роках була хореографом у проекті «Танцюють всі». Крім того, у 2011 році — хореограф в проекті «Фабрика зірок-4».

### Ролі в театрі
Новий драматичний театр на Печерську
- «У кожного свої дивацтва» Антона Чехова — Катерина Туркіна
- «5 оповідань Пелевіна» — Люся, Таня (у двох з п'яти головні ролі)
- «Пригоди Казанови» за Мариною Цвєтаєвою — одна з трьох головних ролей
- «Закон Танго» — Касільда
- «Три сестри» — Ірина
- «8 кроків танго» — Лідія
- «Push Up» Р. Шиммельпфенніга — Патриція
- «Врятуй мене» А. Хілінг — Назіфа
- «Король Юдейський» за романом «Ідіот» Федора Достоєвського — Настасья Пилипівна (2013)
- «GOGOL пошук» Миколи Гоголя — Панночка (2013)
- «Він — моя сестра» В. Малахова — Дівчина (2012)

### Ролі в кіно
- 2020 — Діда мороза не бувае  — Людмила

- 2019 — У неділю зранку зілля копала — Надя Смірнова
- 2018 — Як довго я тебе чекала роль Марина
- 2018 — На гойдалці долі — вчителька
- 2018 — Дружина з того світу — бандерша
- 2017 —Тримай біля серця  — головна роль Надя
- 2017 — Пес-2 — Рита, сестра Грабовського (у 17-й серії «Чорний ангел»)
- 2017 — Любити і вірити — Анжела, лаборант центру генетики
- 2017 — Жіночий лікар-3 — Вероніка, пацієнтка
- 2016 — Пробач — вчителька англійської мови (немає в титрах)
- 2016 — Поліна (Polina, danser sa vie; Франція) — інспекторка
- 2016 — Підкидьки — чиновниця
- 2016 — Співачка — учителька співу
- 2016 — На лінії життя — Зінаїда Скобенко, дружина Федора
- 2016 — Майор і магія — секретарка
- 2016 — Відділ 44 — Марія
- 2015 — Слідчі — Юліана Смолер
- 2015 — Особистий інтерес — Надя
- 2014 — Сни — Віра
- 2014 — Швидка допомога — Аня Соломіна
- 2014 — Останній москаль — секретарка
- 2014 — Маленька героїня — капітан міліції
- 2014 — Давай поцілуємося — медсестра
- 2010 — Демони — п'яна сусідка (немає в титрах)
- 2010 — Віра Надія Любов — вчителька
- 2008 — Рідні люди — тренерка з фітнесу
- 2007 — Серцю не накажеш — Катя
- 2007 — Секунда до… — офіціантка
- 2007 — Червоні перли кохання — адміністраторка
- 2006 — Таємниця «Святого Патріка» — дружина
- 2005 — Присяжний повірений — Машенька, покоївка
- 2005 — Дідусь моєї мрії — сусідка
- 2005 — Далеко від Сансет бульвару — дівчина
- 2005 — Братство — сестра Тараса Шевченка (немає в титрах)
- 2005 — Банкірши — медсестра